# Kladje (Laško, Slovenija)
Kladje je naselje u slovenskoj Općini Laškom. Kladje se nalazi u pokrajini Štajerskoj i statističkoj regiji Savinjskoj. 

## Stanovništvo
Prema popisu stanovništva iz 2002. godine naselje je imalo 34 stanovnika.